# Розпутна імператриця
«Кривава імператриця» (англ. The Scarlet Empress) — фільм, знятий в 1934 році голлівудським режисером Джозефом фон Штернбергом на компанії Paramount Pictures за мотивами щоденників Катерини II.
Фільм в основному відповідає історичним подіям, але костюми і декорації, які зображують «дику» Російську імперію і імператорський палац, а також і поведінка деяких персонажів в ньому дуже гротескні і неправдоподібні і вельми нагадують фільм Фріца Ланга «Нібелунги», де також гротескно показана «дика і жахлива» імперія Аттіли. У фільмі знімалися: Марлен Дітріх в ролі Катерини, Джон Девіс Лодж, Сем Джаффе (це його дебют в кіно), Луїза Дрессер і Обрі Сміт. Роль Катерини в дитинстві грає дочка Марлен Дітріх — Марія Ріва.

## Сюжет
1735 рік. Софії Фредеріці — дочці прусського принца і честолюбної прусської матері майже виповнилося сім років. Мати обіцяє дочці велике майбутнє.
1744 рік. Софія Фредеріка привезена в Росію посланником графом Олексієм як наречена її троюрідного брата — грубого і недоумкуватого російського престолонаслідника з Пруссії — «Петра». Її теж перейменовують «по-православному» — в «Катерину Олексіївну».
1745 рік. Петро недоумкуватий, але його насильно вінчають з Катериною. Замість любові між нареченими тільки ненависть. Катерина одного разу намагається знайти розраду в обіймах графа Олексія, який раніше вже визнавався їй у коханні, але той вже є коханцем немолодої імператриці Єлизавети. Тоді Катерина шукає і поступово знаходить собі інших коханців в армії.
1754 рік. У Катерини народжується перша дитина — син Павло, і її положення при дворі стає більш стійким. Але дитина явно не від чоловіка і тому Петро ненавидить її ще більше.
1762 рік. Після смерті Єлизавети, Катерина є вже дружиною імператора Петра III, який зайняв трон, проте її положення знову стає нестійким: чоловік зі своєю коханкою Лізою Воронцовою можуть в будь-який час від неї позбутися. Коли вплив Катерини в армії починає перевершувати вплив чоловіка, її прихильність намагається повернути граф Олексій, але вже пізно. Тріумфуючи над своїми ворогами, Катерина з безліччю своїх армійських коханців і з благословення церкви здійснює палацовий переворот, коханець Катерини капітан Григорій Орлов вбиває Петра III, а вона сама сходить на престол імперії, в'їжджаючи на нього верхи на коні.

## В ролях
- Марія Ріва — Софія (Катерина II в дитинстві)
- Марлен Дітріх — принцеса Софія-Фредеріка, «Катерина Олексіївна», Катерина II
- Обрі Сміт — принц Крістіан Август
- Олів Телль — принцеса Йоганна Єлизавета
- Джон Лодж — граф Олексій (Розумовський)
- Луїза Дрессер — імператриця Єлизавета Петрівна
- Ганс Генріх фон Твардовський — фаворит-красунчик Іван Шувалов
- Сем Джаффе — князь «Петро», Петро III
- Рутхельма Стівенс — фрейліна-фаворитка Ліза Воронцова
- Девісон Кларк — архімандрит Симеон Тодорський
- Ервіль Олдерсон — канцлер Олексій Бестужев
- Філіп Слиман — доктор граф Лесток
- Мері Уеллс — фрейліна Марія Чоглокова (Гендрікова)
- Гевін Гордон — капітан Григорій Орлов
- Джеральд Філдінг — лейтенант Дмитро

## Дивись також
- Список фаворитів Катерини II
- Катерина II